# 全国止水躯体補修工事協同組合
全国止水躯体補修工事協同組合（ぜんこくしすいくたいほしゅうこうじきょうどうくみあい）は、止水工事やコンクリート躯体補修工事業者が加盟する事業協同組合である。略称は止水協。建設大臣認可。オーロラ工法を主として、無機系材料・有機系材料など様々な材料を使用して、止水・補修工事を行う。